# Paul Geny
Paul Geny né à Paris le 6 juillet 1887 et mort à Menton le 4 février 1968, est un peintre français.

## Biographie
Paul Maurice Geny est le fils de Louis Maxime Geny, boutonnier, et d'Elisabeth Caillebotte.
Il est élève de Lefebvre, de Robert-Fleury et de Flameng.
En 1914, il partage le second grand prix de Rome.
En 1921, il épouse à Levallois-Perret Marcelle Nicol. Divorcé, il épouse en secondes noces en 1940 Henriette Lagadec.